# Theodor Weber (Konsul)

Beschäftigte der Godeffroyschen Agentur, der Mann im Matrosenanzug auf der Kiste ist Weber

Theodor August Ludwig Weber (* 22. Juni 1844 in Hamburg; † 7. Juli 1889 ebenda) leitete die Hauptagentur des Hamburger Handelshauses Joh. Ces. Godeffroy & Sohn in der samoanischen Hauptstadt Apia.
Weber kam 1862 nach Samoa. Er wurde am 28. April 1864 vom Hamburger Senat als Nachfolger von August Unshelm zum Konsul in Apia ernannt.
1868 wurde er Konsul des Norddeutschen Bundes und 1872 Konsul des Deutschen Reichs für Samoa und Tonga. Er war Mitunterzeichner des 1876 geschlossenen Freundschaftsvertrages zwischen Deutschland und Tonga.
Weber, der im Laufe der Jahre ein beachtliches Privatvermögen erwarb, machte das Handelshaus durch den Ankauf von 30 000 ha fruchtbarem Land auf Upolu zum größten Grundbesitzer in Samoa. Er gilt als erster Kaufmann der Südsee, der statt der Ölpressung vor Ort die Trocknung des Kokosnusskerns einführte, was einen leichteren Transport und eine größere Verwertung ermöglichte.
Nach Harry J. Moors hatte Weber eine samoanische Frau und zwei Töchter, die vor ihrem achten Lebensjahr nach Deutschland zur Erziehung geschickt wurden.

„Weber Hafen“ an der Gazelle-Halbinsel (Karte von 1879)

Eine Meeresbucht an der Gazelle-Halbinsel auf Neubritannien wurde von Georg Christoph Levison zu Ehren Theodor Webers auch „Weberhafen“ (heute: Ataliklikun Bay) genannt.